# Sanctuaire Notre-Dame-de-Valverde d'Alghero
Le sanctuaire Notre-Dame-de-Valverde, (italien : santuario di Nostra Signora di Valverde ; sarde : Nostra Segnora de Baluvirde ; alguérois : Nostra Senyora de Vallverd, est un sanctuaire ainsi qu'une église catholique situés à quelques kilomètres du centre-ville d'Alghero en Sardaigne en Italie,.

## Historique
Dès le XVe siècle, l'existence d'une église connue sous le nom de Santa Maria di Valverde (Vallvert) est documentée. L'église actuelle date de cette époque. 
La statuette de la Madone de Valverde est une représentation de la Vierge à l'Enfant, terre cuite mesurant 40 cm de hauteur. Fabriquée en Toscane, elle date du XVe siècle. Sa provenance n'est pas clairement établie. Selon une tradition populaire, elle aurait été cachée sous terre au pied d'une colonne pour la protéger, au cas où elle serait tombée entre les mains des Sarrasins qui sévissaient alors dans la région. 
Retrouvée par hasard,  l'on ne sait pas exactement quand ni dans quelles circonstances, elle a été placée  dans l'église.[réf. nécessaire]

## Culte
Depuis plusieurs siècles, les fidèles portent régulièrement la statuette en procession jusqu'à Alghero, qu'ils ramènent ensuite au sanctuaire.
La dévotion à Notre-Dame s'exprime particulièrement durant la période de pèlerinage, qui dure du dimanche de quasimodo (le deuxième dimanche de Pâques) jusqu'au premier dimanche de juin. 
Plusieurs autres pèlerinages, rassemblant de nombreux fidèles, sont effectués à pied pour demander la guérison des malades. Ils partent d'Alghero et des villages voisins jusqu'au sanctuaire[réf. nécessaire]. 